# 茉莉花开
《茉莉花开》是一部2004年的电影，根据苏童小说《妇女生活》改编。导演是著名摄影师侯咏。章子怡在影片中一饰三角，扮演三代女性的最年轻角色，而陈冲扮演曾祖母、祖母和母亲。影片详细讲述了一个家庭犯下的循环错误，并被曾孙女所打破。

## 剧情
- 茉 20世纪30年代

18岁的茉（章子怡饰）和她经营照相馆的妈妈（陈冲饰）一起生活，她的愿望就是成为电影明星，但她的妈妈并不理解她。一天，茉碰见了电影导演孟先生（姜文饰)。她离开了她的妈妈也成为了电影明星，同时也与孟先生发生了关系，并怀上了他的孩子。茉拒绝了孟先生提出让他做掉的孩子的建议，也因此永远的离开了她。孟先生的电影社倒闭后，茉回到了家，生下了莉，她埋怨是因为了莉损失了这一切。
- 莉 20世纪60年代

莉与她的妈妈相依为命，她的妈妈经常告诉她成为电影明星的梦想。后来，莉嫁给了鄒傑（陆毅饰），但是莉偏偏不能生育，于是他们领养个孩子叫做花。日复一日，莉开始变得偏执狂躁，邹杰最后也卧轨自杀。
- 花 20世纪80年代

花从小没有妈妈，和她的外婆茉一起生活。她与一个穷大学生小杜（刘烨饰）相爱，并自己打工供他读书。后来花发现小杜在外面有外遇，可是花仍要生下自己的孩子。

## 演员
- 陈冲 饰 茉母、茉（中年、老年）
- 章子怡 饰 茉、莉、花
- 姜文 饰 孟老板
- 林栋甫 饰 导演
- 盖丽丽 饰 女演员
- 黄达亮 饰 王先生
- 陈琦媚 饰 莉（童年）
- 陆毅 饰 邹杰
- 奚美娟 饰 邹母
- 郑一馨 饰 邹妹
- 陆琦蔚 饰 花（少年）
- 刘烨 饰 小杜

## 获得奖项
| 頒獎典禮                  | 獎項       | 名字     | 結果 |
| ------------------------- | ---------- | -------- | ---- |
| 2004年第7届上海国际电影节 | 评委会大奖 | 茉莉花開 | 獲獎 |
| 2004年第7届上海国际电影节 | 金爵奖     | 茉莉花開 | 提名 |
| 第24届中国电影金鸡奖      | 最佳女主角 | 章子怡   | 獲獎 |
| 第24届中国电影金鸡奖      | 最佳音乐   | 苏聪     | 提名 |
| 第24届中国电影金鸡奖      | 最佳录音   | 吴凌     | 提名 |